# Micranurida anophthalmica
Micranurida anophthalmica is een springstaartensoort uit de familie van de Neanuridae. De wetenschappelijke naam van de soort is voor het eerst geldig gepubliceerd in 1949 door Stach.